# Duúnviro
Na Roma Antiga, duúnviro (em latim: duumvir, "um dos dois homens"; plural: duoviri, "os dois homens") eram magistrados que exerciam a sua função em conjunto com outro. Tais pares de magistrados foram apontados em vários períodos da história romana tanto na capital como nas colónias e municípios.

## Tipos de duúnviros

### Duúnviros sagrados
Os duúnviros sagrados (em latim: duumviri sacrorum), criados por Tarquínio (r. 535–496 a.C.), eram oficiais que executavam os sacrifícios e guardavam os Livros Sibilinos. Eram escolhidos entre a nobreza, ou patrícios, que mantinham o cargo durante toda a vida. Estavam dispensados de servir na guerra e dos cargos impostos sobre outros cidadãos. Sem eles, os oráculos da Sibila não podiam ser consultados. A comissão manteve-se até o ano 388 a.C., quando, por conta da Lei Licínia Sêxtia, eles foram aumentados para dez (decênviros dos fatos sagrados; decemviri sacris faciundis). Isto é, ao invés de duas pessoas, a confiança era depositada em dez — metade patrícios, metade plebeus. Sula adicionou cinco ao seu número, para um total de quinze (quindecênviro dos fatos sagradoss; quindecemviri sacris faciundis).

### Outros
Duumviri iuri (iure) dicundo eram os mais altos magistrados judiciais nas cidades da Itália e suas províncias. Suas principais funções estavam relacionadas com a administração da justiça. As atividades dos duúnviros são descritos em estatutos locais como a Lei Júlia, a Lei Irnitana, Lei Flávia Malacitana, Lei Rúbria, Lei das Colônias e Genetiva Júlia. O cargo era preenchido por eleição e tinha a duração de um ano. Em conjunto com os duúnviros edis (duumviri aediles), formavam os quatuórviros (quattuorviri), um órgão de quatro oficiais. Era frequente que o imperador fosse eleito como um duúnviro e o outro lugar fosse deixada a cargo do imperador para a nomeação de um prefeito (praefectus).
Os duúnviros quinquenais (duumviri quinquennales), um cargo diferente dos anteriores, eram oficiais municipais que eram eleitos de cinco em cinco anos para exercer a função de censores durante um ano, após os quais ficavam com a função suspensa por quatro anos.
Duúnviros dedicados aos templos (Duumviri aedi dedicandae) eram magistrados que por meio de um decreto do senado, efetuavam a dedicação de uma área planejada para a construção de um templo, ou um templo já construído, a uma divindade. Um tal indivíduo poderia ser nomeado para dedicar um templo que já havia sido construído ao custo de outro magistrado que não mais estava em posto.
Duúnviros dedicados aos edifícios (Duumviri aedi lacandae) eram originalmente oficiais especialmente apontados para supervisionar a construção de um templo, se um magistrado mais alto como um cônsul, pretor ou censor não estivesse gerenciando-o. Esses eram por vezes os mesmos que os duúnviros dedicados aos templos.
Duúnviros edis (Duumviri aediles) eram dois oficiais com funções similares aos edis; eles eram encarregados de impôr multas.
Duúnviros novos (Duumviri novales), oficiais extraordinários nomeados ad hoc para a equipagem de uma frota. Originalmente escolhidos por cônsules ou ditadores, eles eram elegidos pelo povo depois de 311 a.C. (Lívio, AUC ix. 30; xl. 18; xli. I).
Os duúnviros capitais (duumvirs capitais) ou duúnviros perduélios (duumviri perduellionis), não eram magistrados ordinários, mas eram criados em certas ocorrências. Eles eram a primeira corte criminal para julgar casos de perduélio (perduellio; alta traição). Eles continuaram a ser nomeados sob a república, com a última menção em 63 a.C.; contudo, desde o médio século III a.C., sabe-se que tribunais plebeus encarregaram-se de tais casos. Os primeiros duúnviros desse tipo foram aqueles nomeados para julgar o Horácio sobrevivente, por matar sua irmã depois de conquistar os Curiácios.
Duumviri viis extra urbem purgandis eram oficiais subordinados sob os edis, cuja função era cuidar das ruas de Roma situadas fora das paredes da cidade. Eles eram membros do grupo de vigintisexviri. Aparentemente em 20 a.C., certamente em 12 a.C., suas funções foram transferidas para os curadores viários (curatores viarum). Desde pelo menos tão cedo quanto 45 a.C. (cf. a Lex Julia Municipalis) as ruas da cidade eram superentendidas por quattuorviri viis in urbe purgandis, depois chamados quattuorviri viarum purgandarum.